# Henflingen
Henflingen là một xã ở tỉnh Haut-Rhin trong vùng Grand Est ở đông bắc Pháp. Xã này có diện tích 2,65 km², dân số năm 1999 là 189 người. Khu vực này có độ cao 338 mét trên mực nước biển.